# Henk Lakeman
Henk Lakeman (Ilpendam, 30 augustus 1922 - Amsterdam 8 april 1975) was een Nederlands wielrenner. 

## Biografie
Lakeman was prof van 1942 tot en met 1954. Hij behoorde zowel op de weg als op de baan tot de vaderlandse top.
In de jaren vijftig nam hij regelmatig deel aan zesdaagsen. Hij reed in totaal 21 zesdaagsen en wist er hiervan één winnend af te sluiten.  (Barcelona 1952). Zijn vaste partner was de Zaandammer Cor Bakker. Dit koppel vulde elkaar goed aan, aangezien Bakker sterk was in de jachten, terwijl Lakeman een uitstekend sprinter was.
Zijn belangrijkste overwinning op de weg was de eerste plaats in het eindklassement in de Ronde van Nederland van 1950.
Zijn bijnaam was De Zingende Wielrenner, doordat hij liefhebber was van operettes en optrad in een Tour de Chant voor de radio.

## Overwinningen (selectie)
1944
- Criterium van Maastricht
- Oupeye

1946
- Ronde van Midden-Limburg
- Zaandam
- Roermond

1949
- Eindhoven
- 2e etappe Ronde van Nederland

1950
- 4e etappe Ronde van Nederland
- Eindklassement Ronde van Nederland

1952
- Zesdaagse van Barcelona (met Cor Bakker)